# 河合長孝
河合 長孝（かわい ながたか、1818年（文政元年）- ? ）は、江戸時代末期の出石藩上士。回天隊の総管（総監・隊長）、京都下立売禁門警備隊長。幕末に勤皇、佐幕とゆれ動く出石藩の中で、終局にあたり桜井勉らと共に藩論を勤皇に導いた家老。出石藩河合氏の第8代当主。「河合寛吾」とも記される。衆議院議員・押谷富三の外祖父。

## 来歴

### 家柄
河合家（川井家）は、仙石秀久が信州小諸藩を治めていた時代に召抱えられた譜代の家柄で、初代・川井長清（九右衛門）は200石を食んだ。第2代藩主・仙石忠政の加増移封に伴い、元和8年9月25日（1622年10月29日）に信濃上田藩に移り、寛永17年（1640年）没した。2代・川井長重（甚五兵衛門）は200石を相続し御物頭として仕え、3代・河合長昌（彦之進）の時代、名字の表記を「河合」と改めている。貞享3年4月15日（1686年6月5日）、加増され225石を食んだ。長昌の子・河合長好（半六・甚五兵衛・八郎左衛門）の時、藩主・仙石政明が、信濃上田藩から但馬出石藩へ移封されるに伴い、河合家も宝永3年1月28日（1706年3月12日）、但馬出石城下へ移る。河合長好は御目付として200石を食み、その子・河合長記（与市）は、御年寄として250石を給せられた。長記の子・河合長敏（彦右衛門）は、浦手惣船奉行として250石を食み、長敏の子・河合長則（惣蔵）は、御中老として藩政の一角を担った。長則の子が、河合長孝（寛吾）である。

### 生い立ち
長孝は、文政元年（1818年）生まれで、初名は「与一」。『出石藩御侍帳』によると、父・河合長則の屋敷は、出石城下の伊木町にある御評定所前東側で、長孝はこの場所で生れた。父の庄左衛門（惣蔵）長則は、家禄220石を食んだ中老職であったが、第二次仙石騒動に連座して、100石を減知され用人格に下げられている。長孝は、六歳の時に御伽衆（側近）となり、翌年、仙石久利が藩主家の養子となることに決まったため、長孝も、父に伴われ江戸に下った。
天保14年9月29日（1843年10月22日）、家督120石を相続して用人格となる。（のち10石加恩される）

### 黒船来航以降
嘉永6年（1853年）、黒船来航が起きると藩内は、勤皇派と佐幕派で次第に勢力が拮抗するようになる。長孝は、出石藩の中にあって勤皇派の一角を成していた。藩主・仙石久利は勤皇であったが、養子の仙石政固はじめ重臣は幕府寄りの者が台頭していた。文久2年（1862年）6月、勤皇家の田中河内介が殺され、元治元年2月28日（1864年4月4日）、多田弥太郎が殺されると、重臣たちの間に佐幕傾向が広がったが、仙石久利は、これを制して、3月5日（太陽暦4月10日）多田弥太郎殺害に関与した家老以下藩士を処分した。

### 王政復古以降
慶応3年12月16日（1868年1月10日）、出石藩主・仙石久利は登城した藩士らに王政復古を伝え「勤皇の儀は申すまでも之なく候」と伝えながら、藩内の佐幕派重臣らの空気に圧され「徳川家には積年莫大なる御恩沢を蒙り候儀につき屹度粉骨尽力仕る可し」との姿勢を示した。その為、同月、朝廷より上洛を命じられたが、藩主・久利は病気を理由に上洛を延引し、玉虫色の態度を表した。一方で、京都在中の出石藩家老や留守居は、一刻も早く藩主の上洛あるべきとの考えを抱いていた。12月26日（太陽暦1月20日）、橋本実梁より上洛の督促を受けた出石藩京屋敷留守居役・渡辺新之丞は、その場を取りつくろって言い訳を連ねたが、決戦の火蓋が切られる気配から、もはや一刻の猶予もならぬと感じ、12月晦日（太陽暦1月24日）、書状をしたため稲垣源五兵衛を急使として国許の出石へ遣わせた。

### 戊辰戦争
京屋敷からの書簡により事態の急変を知った出石藩は、慶応4年正月2日（1868年1月26日）、3日後の「正月5日に発駕する」旨の決定が為されたが、翌日、徳川慶喜らと薩摩・長州の間で、鳥羽伏見で合戦が開始され、さらにかねて薩摩と密約を結んでいた土佐藩兵もこれに加わり、6日には徳川方が総崩れになって潰走した。
この時、伊勢国津の儒者・土井聱牙のもとに留学していた出石藩の櫻井熊一（のちの桜井勉）は、風雲の急を知り、同月3日、聱牙のもとを辞して帰藩の途に就き、翌4日、京に立ち寄り情報を蒐集して京都の藩邸に伝へ、さらに藩主の上洛がまもなく開始されると聞くや、その経路を尋ねて、6日、久畑村に滞陣中の藩主へ目見へて京都の情勢を伝えた。

### 河合長孝の忠勇
西園寺公望率いる山陰鎮撫総督が、山陰地方へ遣わされると知るや、それまでの出石藩の煮え切らない態度が、朝廷に誤解を招くことがあってはならないと決断した河合長孝は、慶応4年正月13日（1868年2月6日）、西園寺鎮撫総督へ「御機嫌伺い」と称して接触を試みるため、遠坂表（現・氷上郡遠坂）へ早駕を飛ばして走り、鎮撫総督参謀・黒田清綱（嘉右衛門）と面会し、「出石藩は終始勤皇に尽す」旨を告げる。黒田は長孝の態度に偽りなきことを信じ、「（幕領・佐幕派）生野代官所の役人たちが武装する虞がある為、出石藩・豊岡藩らは協力して藩兵を送り、これらを接収せよ」と命を下した。長孝は早駕籠を仕立てて、同日夜半に出石に戻り、藩に鎮撫総督の命令を伝えた。また、出石藩からこの命令は豊岡藩へも伝えられた。これにより、出石藩兵は14日（太陽暦2月7日）、生野代官所へ向けて出陣したが、その行軍の最中、すでに代官所の接収が済んだことを知り、16日（太陽暦2月9日）、藩兵らは出石城下に戻った。出石藩も西園寺鎮撫総督への誓紙の提出を命ぜられたが、藩主は上洛の行軍中で不在のため、藩内で勤皇の志厚い家老、河合長孝、仙石右馬介、乗竹弼、仙石伊織（織人）が連署し、同月17日（太陽暦2月10日）これを提出して出石藩は安堵を受けた。
鎮撫総督軍は、その後、出雲大社まで進軍し、山陰道を鎮撫し、出雲大社参詣を終えて帰路3月13日（太陽暦4月5日）、姫路に着き、19日（太陽暦4月11日）大坂に着陣した。26日（太陽暦4月18日）、大坂を発して伏見に宿営したが、翌27日、藩主・仙石久利が伏見稲荷まで西園寺鎮撫総督を出迎えに上がり、出石藩の面目を保つことが出来た。

### 回天隊の総監として
慶応4年4月21日（1868年5月13日）、出石藩の兵制改革により、長孝は回天隊の隊長（副司は熊谷与一）となり、上士20余名を率いた。
翌明治2年（1869年）、河合長孝率いる回天隊は、明治新政府に全幅の信頼を得て、禁門警備を命ぜられ京都下立売に駐留。同年12月の兵制改革でも、長孝は引き続き、上士回天隊の総管（総監・隊長）に任ぜられたが、少長を礒野但馬、半長を岡木津盛、分長を増田守外、嚮導を辻嘉平次、押伍を岡部律蔵とするなど、部隊の増員が成された。
幕末に勤皇、佐幕とゆれ動く藩論の中で、終局を誤らず出石藩を勤皇に導いた河合長孝に対する評価は今なお高い。

### 神葬祭願い
『出石藩御用部屋日誌』によれば、明治3年4月22日（1870年5月22日）、河合長孝は藩庁に対し、
と『神葬祭願い』を提出し、家の宗旨を神道式に改めた。仏教から神道への改宗した河合家は、出石藩の中でも初期の部類に属する。

### 自伝と仙石騒動に関して
明治25年（1892年）、75歳の時、『河合長孝實傳』と題する自伝2巻を著し、その第2巻の末尾に回想録を附した。注目すべきはその中に、
とあり、「仙石左京は極悪非道という世間の風評」とは異なった視点で、このことを記している。現在では、『東門日乗』などにも記されているように、t当時、仙石左京の悪行を喧伝した荒木恒邦（玄蕃）側の方にこそ不道徳性を表す証言が幾つも見つかっており、長孝の記述の信頼性を裏付けるものとなっている。

## 補註
1. ↑  出石藩内での家格は用人であるが、幕末に山陰道鎮撫総督へ提出した「誓紙」へは藩を代表して家老格として署名がみられる。
2. 1 2 3 4 5  『三百藩戊辰戦争事典（下巻）』新人物往来社、2000年、112-113頁
3. 1 2 3 4 5 6 7 8 9 10 11 12 13  『出石町史』
4. 1 2 3 4 5 6 7 8  『出石藩御用部屋日誌』
5. 1 2  『仙石政固家記』
6. ↑  『土佐藩ゆかりの会』会報第8号
7. ↑  宗鏡寺蔵『但馬志料』の第38巻に収録されている。